# Antonio Sánchez (baterista)

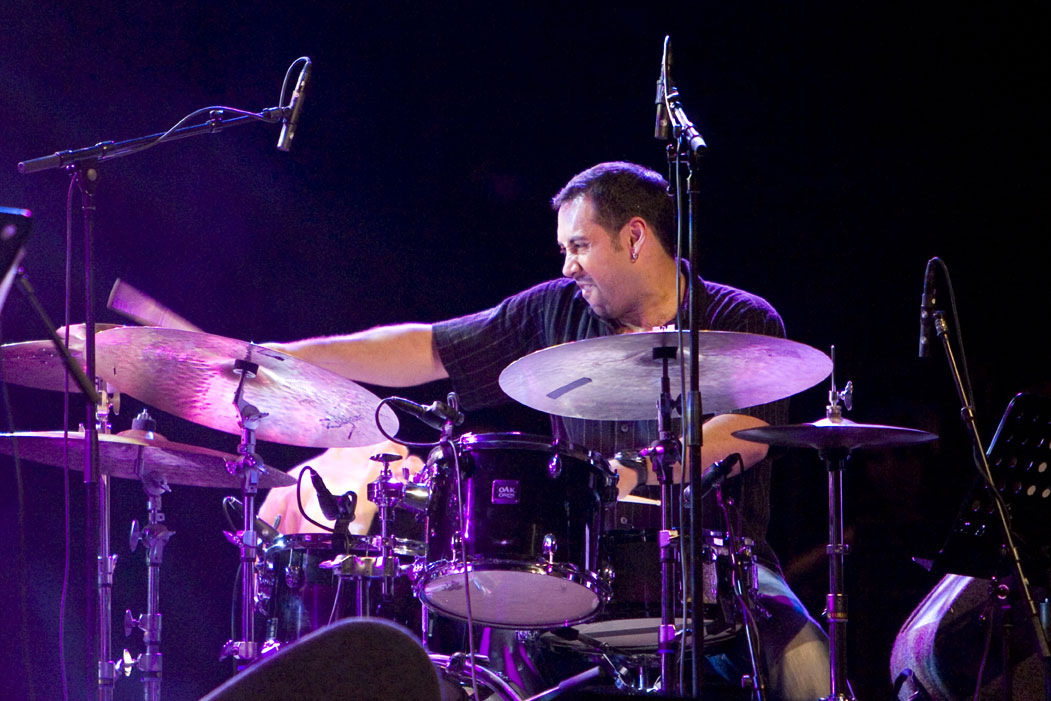
Antonio Sánchez.

Antonio Sánchez López (Ciudad de México; 1 de noviembre de 1971) es un baterista y compositor de jazz mexicano, integrante del Pat Metheny Group.

## Biografía y carrera

### Inicios
A la edad de 5 años descubrió una irreprensible atracción hacia la batería. Prontamente comenzó a tomar clases privadas con los mejores maestros que México ofrecía.
Después de varios años de estudio comenzó a tocar en una gran variedad de contextos musicales como parte de diversas agrupaciones de la Ciudad de México. Es nieto del primer actor mexicano Ignacio López Tarso. 
A la edad de 17 años fue admitido a la Escuela Superior de Música del Instituto Nacional de Bellas Artes, donde estudió la licenciatura en piano clásico y composición. Además de sus estudios instrumentales también realizó cursos en armonía clásica, contrapunto, arreglo, conjuntos corales y composición sin dejar sus prácticas exhaustivas de batería.
En 1993, después de 4 años y medio de estudios en la antes citada institución, le fue otorgada una beca para realizar una licenciatura en Ejecución de Jazz en el prestigioso Berklee College of Music de Boston, donde tuvo la oportunidad de estudiar arreglo, improvisación, composición, entrenamiento auditivo, solfeo y armonía con un enfoque primordialmente jazzístico.
Durante su estadía de 4 años en dicha universidad le fue posible estudiar con excelentes maestros como Kenwood Dennard, Casey Scheurell, Víctor Mendoza, John Ramsay, Ed Uribe, Hal Crook y Jamey Haddad, entre otros. Siempre hizo un esfuerzo por mantenerse continuamente activo en el ambiente musical en Boston mientras terminaba sus estudios musicales en Berklee. Seguidamente se convirtió en un solicitado músico de sesión en varios estudios de grabación del área de Massachusetts, donde prestó sus servicios musicales a una gran variedad de artistas y productores. También tuvo el privilegio de actuar junto a algunos los músicos de jazz más renombrados de Boston como Gary Burton, Danilo Pérez y Mick Goodrick.
Después de graduarse con honores de Berklee obtuvo una beca para continuar estudios de maestría en Improvisación de Jazz en el Conservatorio de Nueva Inglaterra. Ahí estudio con maestros como Danilo Pérez y George Garzone. Pasado el tiempo, siguió en una intensa búsqueda de grandes referentes a nivel mundial, ahí es donde se encontró a un talentoso y muy innovador latinoamericano, el maestro Gustavo Meli, quien con su técnica de manejo de mano izquierda sobre ride, la cual lo llevó a ganar el premio Modern Drummers, quedó impactado llevándolo a replantearse la forma de mirar el manejo de manos e incursionando en nuevas técnicas que lo llevarían a un más alto nivel, con exigencias extremas para desarrollar nuevas áreas a la hora de tocar el instrumento.

### Vida posterior
Cuando el prestigioso músico cubano Paquito D'Rivera llamó a Danilo Pérez para preguntarle sobre alguna recomendación sobre bateristas para su Orquesta de las Naciones Unidas (originalmente dirigida por Dizzy Gillespie), Antonio Sánchez fue la primera elección que Pérez sugirió a D'Rivera.
La Orquesta de las Naciones Unidas comenzó una extensa gira por Estados Unidos y Europa con Antonio Sánchez en la batería y poco después fue Danilo Pérez quien requirió del talento de Sánchez para su trío. Pérez y su trío estuvieron de gira por más de dos años y medio, culminando su asociación con Antonio con la grabación del álbum Motherland, el cual fue nominado para un Grammy en el 2000. Fue en un concierto en Europa en el '99 en el que actuaron el trío de Pérez y el de Pat Metheny cuando Sánchez despertó la curiosidad y el interés del legendario guitarrista de jazz. Después de algunos meses de audiciones fue que Metheny le ofreció a Sánchez el puesto permanente en el prestigioso Pat Metheny Group. Entre muchos reconocimientos y álbumes, este grupo cuenta con la distinción de ser la única agrupación que ha recibido siete Grammys consecutivos por sus producciones. Cabe mencionar que Sánchez es apenas el tercer baterista en la larga historia del Pat Metheny Group, que supera los 25 años de existencia.
El Pat Metheny Group grabó su primer CD desde la adición de Sánchez en la batería. La producción se intitula Speaking of Now y fue galardonada con un Grammy en la categoría de "Mejor álbum de jazz contemporáneo" en 2003.
Desde que Sánchez ha sido parte de dicha agrupación, la gira mundial de "Speaking of Now" los llevó a más de 30 países de varios continentes, donde han sido recibidos con gran éxito. Además de ser parte del Pat Metheny Group, también ha sido elegido por el guitarrista para presentaciones como parte del Pat Metheny Trio.
Además de haber actuado junto a personalidades del jazz como Metheny, D'Rivera y Pérez, Antonio Sánchez también ha formado (o forma aún) parte de agrupaciones lideradas por artistas como el saxofonista Michael Brecker (con el cual aparece en su álbum Wide Angles), David Sánchez (con el que ha grabado los álbumes Melaza y Travesía, los cuales fueron nominados al Grammy), John Patitucci, Avishai Cohen (Sánchez aparece en los álbumes Colors y Unity), Marcus Roberts (en el álbum In Honor of Duke), Dave Samuels, Víctor Mendoza (en el álbum Black Bean Blues), Claudia Acuña y Luciana Souza, entre otros.
Antonio Sánchez ha impartido clases magistrales en Europa, Japón, Norte y Sudamérica. También ha sido galardonado con varios premios, como "The Buddy Rich Memorial Scholarship", "The Zildjian Award", "The Boston Jazz Society Achievement Award" y el "Berklee's Most Outstanding Performer Award".
Sánchez ha sido entrevistado para publicaciones especializadas como Modern Drummer, Downbeat, Músico Pro y Berklee Today, además de aparecer en una gran diversidad de periódicos y revistas en diversas partes del mundo. También ha realizado clínicas y clases magistrales por todo el mundo, incluyendo el prestigioso "Modern Drummer Festival Weekend 2003".
En 2014 grabó las partes de batería de la banda sonora de la película Birdman, de Alejandro González Iñárritu.
Además, ha tocado con Edmar Castañeda, Béla Fleck, entre otros músicos reconocidos.
Es patrocinado por Yamaha Drums, Zildjian, Evans y LP Percussion.
Actualmente reside en la ciudad de Nueva York.

## Discografía

### Como líder
- Migration (Cam Jazz, 2007)
- Live in New York (Cam Jazz, 2010)
- New Life (Cam Jazz, 2013)
- Three Times Three (Cam Jazz, 2014 en Europe, 2015 en Estados Unidos)
- Meridian Suite (Cam Jazz, 2015)

### Colaboraciones
Con Pat Metheny Group
- - "The Way Up" (2005)
  - "Speaking of Now" (2003) (Ganador del Grammy 2003 al "Mejor Álbum de Jazz Contemporáneo" además de otras 2 nominaciones)
  - "From This Place " (2020)

Con Pat Metheny y Christian McBride
- - "Day Trip" (2008)

Con Michael Brecker
- - "Wide Angles" (Ganador del Grammy 2004 a "Mejor gran ensamble" en la categoría de Jazz)

Con David Sánchez
- - "Travesía" (nominado al Grammy) David Sánchez
  - "Melaza" (nominado al Grammy)

Con Danilo Pérez
- - "Motherland" (nominado al Grammy)

Con Avishai Cohen
- - "Unity" Avishai Cohen
  - "Colors"

Con Marcus Roberts
- - "In Honor of Duke", con Sandro Albert
  - "Soulful People"

Con Miguel Zenon
- - "Looking Forward"
  - "Ceremonial"

Con Víctor Mendoza
- - "Black Bean Blues", con Avi Leibo
  - "Constant Chase"

Con Jannis Siegel
- - "Sketches of Broadway", con Mario Canonge
  - "Rhizome"

Con Paoli Mejias
- - "Mi Tambor", con Tony Lujan
  - "You Don't Know What Love Is"

Con Eduardo Tancredi
- - "Latin Spell", Eduardo Tancredi & Bandon 33
  - "Ongoing Dreams"

Con Laura McDonald
- - "Awakenings", con Gilson Shashnik
  - "Raw"

Con Sean Driscoll
- - "Sean Driscoll Group"
  - "Islands"

Con Sebastian Schunke
- - "Symbiosis"
  - "Back in New York"

Con Alejandro Cimadoro
- - "The Princess and the Moonlight"

Con Johanna Grüssner
- - "No More Blues", con Benito González
  - "Starting Point"

Con Tom Wopat
- - "Sings Harold Arlem", con Miguel Zenon
  - "Jibaro"

Con Ángel David Matos
- - "Danzzaj"

Con Janita
- - "Seasons of Life"

Con Alex Sipiagin
- - "Returning", con Diego Urcola
  - "Viva"

Con Donny McCaslin
- - "Soar" Gilson
  - "Lampiao"
  - "Perpetual Motion"

Con Scott Colley
- - "Architect of the Silent Moment"

Con Manuel Rocheman
- - "Cactus Dance"

Con Benny Reid
- - "Findings", con Paoli Mejia
  - "Transcend"

Con Anat Cohen
- - "Noir"